# Alive: The Final Evolution
Alive: The Final Evolution (яп. アライブ -最終 進化的 少年- Арайбу — Сайсю: синкатэки сё:нэн, «Живой: Последняя эволюция») — манга, придуманная Тадаси Кавасимой и нарисованная Адатитокой. В Японии выпускалась «Коданся», на английский язык была лицензирована компанией Del Rey Manga. Манга закончилась в январе 2010 года незадолго до того, как скончался Тадаси Кавасима, и содержит 21 том. На данный момент в США напечатано 8 томов. В 2008 году Anime News Network сообщили о возможном выходе аниме-адаптации, однако в дальнейшем проект отменили.

## Сюжет
Главным героем манги является Тайсукэ Кано, обычный ученик японской школы, живущий вместе со своей сестрой Ёко Кано. История начинается с того, как неизвестное существо из космоса почувствовало жизнь на Земле. Это существо, Акуро — слияние бессмертных душ, которые хотят умереть, но не могут сделать этого, не имея тела. Акуро выпускает их, и они вселяются в тела людей, заставляя совершать их самоубийства. Но не все люди подчиняются этому желанию — те, кто смог противостоять, получают особую силу и известны как «товарищи».
Когда друг Тайсукэ Юити Хиросэ открывает свою силу, он похищает близкую подругу Мэгуми Отиаи и отправляется на поиски сердца Акуро. Тайсукэ, также получив силу, пытается вернуть Мэгуми и Юити домой. Во время своего путешествия он встречает других товарищей. Юта Такидзава, Нами Кусуноки и Тайсукэ вместе находят Юити, после чего Юити, поглотив сердце Акуро, сражается с Тайсукэ, который побеждает, вызвав извержение вулкана, практически убившее их обоих.
Два года спустя Аои Тэдзука и Дзюн Тэдзука сообщают Юте и Нами о том, что Тайсукэ все ещё жив. Они встречаются с Тайсукэ, который забыл все, что связано с сердцем Акуро и товарищами, но вскоре благодаря его сестре к нему возвращается память. От Юкиэ Тэдзуки они узнают, что Юити по-прежнему жив и находится в руках армии. Тайсукэ с товарищами несколько раз пытались уничтожить сердце, но у них не вышло, после чего Юити пробудился и покинул военную базу, на которой его держали. Тайсукэ и его друзьям остается только готовиться к сражению с Юити, понимая, что в конце он вернется в Японию.

## Персонажи

### Главные герои

Главные герои манги — Тайсукэ, Юта и Нами

Тайсукэ Кано (яп. 叶 太輔 Кано: Тайсукэ) — главный персонаж манги. Винит себя в несчастном случае, в результате которого погибли его родители. После их смерти его воспитывала его сестра Ёко. Сила Тайсукэ — способность создавать огонь, называется «уничтожение и перерождение». Он может уничтожать материю на клеточном уровне, и даже другие товарищи не могут восстановиться после его атак.
Юта Такидзава (яп. 瀧沢 勇太 Такидзава Юта) — один из самых юных персонажей манги. Получил свою силу после того, как его мать покончила с собой у него на глазах. Его сила — изоляция. Он может отрезать объекты от внешнего мира, создавая физический барьер различного размера. Его сила подходит как для обороны, так и для нападения. Отец Юты бросил его, назвав монстром, поскольку решил, что это он убил собственную мать, поэтому Юта остался жить с дедушкой и бабушкой. За время путешествия он привязался к Тайсукэ и Нами, несмотря на то, что Юта часто называет Тайсукэ идиотом и «Собайсукэ» (японское написание имени Тайсукэ 太輔 похоже на слово «инусукэ» 犬輔, где «ину» 犬 означает «собака»).
Нами Кусуноки (яп. 楠 奈美 Кусуноки Нами) — Её сила — способность замораживать воду, заставляя принимать её произвольную форму, чаще всего создает длинные острые когти, которые может бросать, как пули. Отлично владеет боевыми искусствами. Её младший брат, Сатору, был убит Канон из-за того, что он задел её. Он сгорел прямо на глазах у Нами, после чего она охотилась за Канон, чтобы отомстить ей. Нами ненавидит товарищей, особенно тех, которые способны управлять огнём, но после того, как она проводит время с Тайсукэ, её ненависть постепенно угасает. Ей нравится Тайсукэ, и она завидует Мэгуми, считая, что Мэгуми красивее, чем она.

#### Семья Тэдзука
Юкиэ Тэдзука (яп. 手塚 由紀恵 Тэдзука Юкиэ) — также известна как «Мама». Именно она спасла Тайсукэ в первой сюжетной арке. Внешне молода, несмотря на то, что является матерью семерых детей. Она скрытна и, возможно, знает о сердце Акуро больше, чем говорит. Похоже, что она обладает способностью исцелять, она смогла полностью восстановить Тайсукэ после сражения с Юити Хиросэ. До «Кошмарной Недели» Юкиэ постоянно путешествовала и оставляла своих детей одних, навещая их лишь изредка. После того, как она получила часть сердца Акуро, Юкиэ вернулась к своей семье, но в её улыбке по-прежнему читается грусть, она жалеет о том, что двое её детей, Аои и Дзюн, стали товарищами. Она была убита Хиросэ после его пробуждения, а её часть сердца была похищена.
Рэй Тэдзука (яп. 手塚 伶 Тэдзука Рэй) — 28 лет, старший сын в семье. До того, как Юкиэ получила часть сердца Акуро, он ухаживал за младшими братьями и сестрами. Пытается помочь Тайсукэ вспомнить прошлое, приведя к нему Юту, Нами и Ёко. Несмотря на то, что он не товарищ, Рэй принимает активное участие во всех операциях, связанных с сердцем Акуро. Он вместе с Дзюном помогает Тайсукэ на военной базе США. Отличительная особенность — сигарета.
Аои Тэдзука (яп. 手塚 葵 Тэдзука Аои) — 10 лет, четвёртый член семьи Тэдзука, который присутствует в манге. Она переходит в класс Юты и сидит рядом с ним, впоследствии подружилась с Куруми, одноклассницей Юты, которая ревновала его к Аои. За два года очень сильно привязалась к Тайсукэ. Также является товарищем, её сила — скорость. Не любит, когда её не пускают на миссии вместе с остальными.
Андзу Тэдзука (яп. 手塚 杏 Тэдзука Андзу) — 16 лет, старшая сестра. Не является товарищем, однако благодаря её знаниям компьютера оказывает неоценимую помощь в операциях, она смогла взломать систему военной базы США, узнать, где держат сердце Акуро и вычислила оптимальный маршрут до него. По словам Юкиэ, Андзу похожа на своего отца, который любил технику. После неудачной попытки похитить Хиросэ с военной базы она остается вместе с Одой и Амамией, которые потеряли свою должность репортеров из-за расследования дела о сердце Акуро. Вместе с ними создала веб-сайт, содержащий информацию о товарищах и сердце, прикрываясь псевдонимом «Rain».
Дзюн Тэдзука (яп. 手塚 純 Тэдзука Дзюн) — впервые появляется в школе Нами, второй по старшинству среди мужской половины семьи Тэдзука, 27 лет. Спокоен, но он страдает комплексом матери. Один из товарищей, его сила — способность управлять электричеством. Только он с Рэем помогали Тайсукэ на военной базе. Владеет боевыми искусствами, которыми впоследствии он обучал Тайсукэ.

### Отрицательные герои

Слева направо Хиросэ, Морио, Канон, Юра, сова — разум Акуро, Кацумата, Окада

Юити Хиросэ (яп. 広瀬 雄一 Хиросэ Юити) — был лучшим другом Тайсукэ. Робкий, застенчивый, к нему часто приставали в школе. Жил со своей матерью, которая совершила самоубийство из-за Акуро, в результате чего Хиросэ остался один. Получил силу «пустоты», благодаря чему может заставить исчезнуть что угодно. После того, как обнаружил свою силу, Кацумата силой заставил Хиросэ измениться, и он становится беспощадным социопатом. После объединения Хиросэ с сердцем Акуро он признается, что хочет уничтожить всё живое на Земле, создав свой собственный мир только для себя. Сердце Акуро многократно увеличило силу Хиросэ, он уничтожил целую гору одним «выстрелом», а его тело стало недоступно для атак.
Сигэки Кацумата (яп. 勝又 重喜 Кацумата Сигэки) — полицейский инспектор, вёл расследование дела Хиросэ. Был похож на обычного человека, но вскоре стало ясно, что он также один из «товарищей», людей, владеющих силой. Кацумата несёт внутри своего сердца часть сердца Акуро и также как два других носителя, Юкиэ и «Поэт», может управлять сознанием людей, прикасаясь к голове человека.

#### Товарищи Кацуматы
Такуми Юра (яп. 由良 匠 Юра Такуми) — художник, один из «товарищей». Может создавать пузыри со сжатым воздухом, обладающие высокой разрушительной силой. Любит взрывать ими головы людей, а также свои собственные рисунки сразу после их завершения. Пережил призыв самоубийства, когда Хиросэ завладел сердцем Акуро, но потерял левую руку. Спустя два года убит Хиросэ, когда пытался завладеть сердцем.
Кэнъитиро Морио (яп. 森尾 健一郎 Морио Кэнъитиро) — один из «товарищей» и помощников Кацуматы. Его сила называется Камаитати, он может управлять ветром, разрезая с его помощью предметы. Также может летать, используя свою силу. Морио пытается убить Тайсукэ и Юту, но в результате проигрывает и получает ожог лица. Совершает самоубийство своим лезвием ветра в результате призыва самоубийства.
Го Окада (яп. 岡田 剛 Окада Го:) — «товарищ», откликнувшийся на призыв Кацуматы, типичный отаку, толстый. Из-за своей внешности страдает комплексом неполноценности, так как над ним часто издевались и смеялись. Его сила, «Контракт синигами», призывает девушку-синигами, которая убивает тех, кто нарушает обещание, данное Окаде. Синигами связана со всеми, кто давал ему обещание, от неё нельзя убежать, и она невидима для всех, кроме самого Окады и связавших себя «контрактом». Умирает во время призыва самоубийства, признавшись синигами в том, что он нарушил обещание любить её больше всех. Однако после смерти Окады синигами не исчезла.
Канон Митати (яп. 御館 華音 Митати Канон) — один из «товарищей» и помощников Кацуматы, та самая «рыжая девчонка», которая убила брата Нами. Совершенно беззаботна, в душе ребёнок, убивает людей для своего развлечения. Часто говорит о себе в третьем лице. Её сила — «невидимые бомбы», она может взрывать предметы силой мысли. Впоследствии выясняется, что Канон может взрывать только те объекты, в которых содержится металл. Была побеждена Нами, когда она, узнав о слабой стороне силы Митати, завела её в лес. Эгоистична, попыталась убить Мэгуми из-за того, что Хиросэ и остальные всё внимание уделяли ей. После поражения в битве с Нами пытается захватить сердце Акуро, её сила увеличилась, и металл перестал быть необходим для взрывов. Однако она не была подготовлена для сердца, в результате чего оно разорвало Канон на части.
Хидэо Асо (яп. 麻生 英雄 Асо Хидэо) — католический священник, путешествующий вместе с Роном. Он, Рон и другой ребёнок были заражены вирусом на «Кошмарной Неделе». Сила Хидэо позволяет ему прикосновением превращать людей в безжизненные каменные статуи, этот процесс может прервать только сила Тайсукэ. Обучен боевым искусства, поэтому прикоснуться к противнику для него лёгкая задача. Асо пытался спасти ребёнка, зараженного вирусом и решившего повеситься, но вместо этого превратил его в камень. Другие люди, увидев это, испугались его и заперли в церкви. Асо считал, что был проклят. Встретившись с Кацуматой, просит убить его. Но вместо этого Кацумата при помощи своей силы заставляет Хидэо поверить в то, что он спас его. После встречи с Тайсукэ Хидэо говорит Кацумате, что больше не хочет сражаться. Но Кацумата снова использует свою силу, заставив Асо драться с Тайсукэ. После того, как Хиросэ объединился с сердцем, Хидэо превращает себя в камень, при этом считая, что вернулся к родителям.
Рон Хасэгава (яп. 長谷川 論 Хасэгава) — один из детей церкви Асо, который стал «товарищем» и смог выжить после призыва самоубийства. Сначала следовал за Асо, но после отправился в сиротский приют, иногда навещая Амамию и Оду. Способен превращать своё тело в некую субстанцию, похожую на слизь.
Хан (яп. ハン) — товарищ, обладающий способностью захватывать чужие тела, в результате чего человек умирает, но его знания передаются ей. По приказу Кацуматы проникает на военную базу, захватив тело D3, для того, чтобы быть ближе к сердцу Акуро, однако была убита МакФерсоном.
Мишель (яп. ミケーレ Микэ:рэ) — крупный, глупый. По просьбе Мэгуми разыскивает Тайсукэ. В дальнейшем под действием силы Кацуматы приходит к Тайсукэ, чтобы привести его к Мэгуми. Всегда пытается перетянуть противника на свою сторону. Контролирует гравитацию. Был убит Хиросэ, когда пытался захватить сердце Акуро.
Ладжер (яп. ルドガー Рудога:) — «товарищ», способный копировать силу противника. Ищет смысл жизни.
Ёсикацу Уцуномия (яп. 宇都宮 芳勝 Уцуномия Ёсикацу) — «товарищ», старый знакомый и коллега Кацуматы, учился вместе с ним в полицейской академии. Называл свою силу «полным контролем», но на самом деле его сила — «иллюзии». Спрыгнул с моста.
Акуро — также известен как Дух (яп. 御霊 Митама) — состоит из двух частей: сердца, «сердца Акуро», и «разума», который был в теле совы. Ему приходится использовать труп девочки как контейнер после того как сова была убита Хиросэ.

#### Военные
Джеймс МакФерсон (яп. マクファーソン Макуфа:сон) — должен был следить за безопасностью сердца Акуро. Очень опытный, несмотря на то, что не является «товарищем», может дать им отпор, и даже убить человека, владеющего силой. Безжалостен и беспощаден, для него подчинённые — никто, однако он рискует жизнью, чтобы спасти D4. Помогает утечке информации о «товарищах», прикрываясь псевдонимом Клэй.
D2 (яп. ディーツー Ди: цу:) — снайпер, настоящее имя Карл Алдер (яп. カール・アドラー Ка:ру Адора:). Был убит Юрой.
D3 (яп. ディースリー Ди: сури:) — профессиональный пиротехник. Был убит Хан, которая завладела его телом. Тело D3 было убито МакФерсоном.
D4 (яп. ディーフォー Ди: фо:) — единственная девушка в команде МакФерсона. При первой встрече в одиночку победила Тайсукэ и его друзей. Не получала ни единой царапины до битвы с Нами. Настоящее имя Эммаエマ (яп. Эма).
Поэт (яп. 詩人 Сидзин) — настоящее имя Дэниэл Фрэдкин (яп. ダン・フリードキン Дан Фури:докин) — обладает такой же силой, как Юкиэ и Кацумата, так как тоже является носителем части сердца Акуро. Находился под защитой военных в обмен на информацию о «товарищах». Эмоционально неустойчив. Был убит Митамой, который забрал его часть сердца.

### Другие персонажи
Ёко Кано (яп. 叶 陽子 Кано: Ё:ко) — старшая сестра Тайсукэ. Работает в его школе медсестрой, из-за постоянных драк в школе Тайсукэ часто видится с ней в медкабинете. Воспитывала Тайсукэ после смерти их родителей. Платит за учёбу своего брата. Заставляет Тайсукэ убираться в квартире и готовить еду, аргументируя это тем, что деньги в семье зарабатывает она. Она хорошая сестра и всегда доверяет своему младшему брату.
Мэгуми Отиаи (яп. 落合 恵 Отиаи Мэгуми) — подруга Тайсукэ с детства. Знакома с ним с тех пор, как умерли его родители. Очень шумная, легко раздражается. Присматривала за Хиросэ и Тайсукэ, иногда приходила к Ёко, чтобы попросить помощи. Похоже, что Тайсукэ нравится Мэгуми, но её похищают и стирают ей воспоминания. После того, как она встречает Тайсукэ, воспоминания постепенно возвращаются, но позднее она снова была похищена Кацуматой. Два года после битвы Тайсукэ с Хиросэ живёт с Кацуматой и следит за Митамой. Она считает, что Митама действительно ребёнок, а сердце, которое она ищет, это какое-то лекарство. Отказывается верить в то, что Хиросэ стал убийцей. Возможно, она обладает силой, так как сила Кацуматы позволяет контролировать только других «товарищей».
Рё Фукииси (яп. 吹石 稜 Фукииси Рё:) — водитель грузовика, подвозит Тайсукэ во время поисков Хиросэ и Мэгуми. Она оставляет свой номер телефона Юте, чтобы он мог звонить ей, если ему станет одиноко. Похожа на мать Юты. Замужем, есть маленькая дочь. Навещает сестру Тайсукэ каждый год в его день рождения.
Сатору Кусуноки (яп. 楠 悟 Кусуноки Сатору) — младший брат Нами, был убит Канон. Появлялся в манге только в воспоминаниях Нами. Додзё семьи Кусуноки должно было перейти Сатору, но из-за проблем с сердцем преемницей стала Нами.
Кёко Амамия (яп. 雨宮 今日子 Амамия Кё:ко) — репортёр, преследующий Тайсукэ и расследующий странные события, происходящие вокруг него, напарник Масаси Оды. Кёко пытается докопаться до самой сути дела. Амамия придумывает образ «Rain», чтобы добыть больше информации, но МакФерсон ударил её ножом и оставил умирать. Она выжила благодаря Рону и осталась жить с Одой и Андзу.
Масаси Ода (яп. 小田 正志 Ода Масами) — репортёр, преследующий Тайсукэ и расследующий странные события, происходящие вокруг него, напарник Кёко Амамии. Масаси неохотно докапывается до сути дела.

## Манга
Манга Alive: The Final Evolution печаталась в журнале Monthly Shōnen Magazine с октября 2003 года по март 2010 года. Позже в Японии манга была выпущена в форме танкобона.
В Америке первые восемь томов были лицензированы компанией Del Rey Manga.

### Список томов
| 1. Чью сторону выберешь ты? (англ. Which Side will you Choose?) 2. Разве мы не друзья? (англ. Aren't we Friends?) | 1. Я тебя защищу (англ. I Will Protect You) |

| 1. Если он еще человек (англ. If its still a Man) 2. Посадка (англ. Embarkment)) | 1. Здесь, навсегда (англ. Here Forever) 2. За что? (англ. For What) |

| 1. Помеха (англ. The Obstacle) 2. Скажи мне! (англ. Tell Me!) | 1. Что ты видишь? (англ. What Do you See?) 2. За что? (англ. For What) |

| 1. Очевидный факт (англ. The Obvious Thing) 2. Друг, говоришь? (англ. Friend, You Say?) | 1. Как это возможно? (англ. How Can It?) 2. Неуклюжий ребенок (англ. The Awkward Child) |

| 1. Неотличимость (англ. There is No Difference) 2. В людских сердцах… (англ. In Human Hearts…) | 1. Я на кого-то похож? (англ. I Resemble Someone?) 2. В тот раз я… (англ. That Time I…) |

| 1. Только это... (англ. Now Only That...) 2. А если не так? (англ. If It Isn't?) | 1. Преобразование (англ. It has Changed) 2. Подожди! (англ. Wait a Minute!) |

| 1. Завтра… (англ. Tomorrow…) 2. Сестра (англ. Sister) | 1. Давай вернемся! (англ. Let's Go Back!) 2. Не имеет значения (англ. No Significance) |

| 1. Пропал из виду (англ. Out of Sight) 2. Из-за тебя... (англ. Because of You...) | 1. Что? (англ. What?) 2. Я скучал (англ. I Missed You) |

| 1. Всегда (англ. Always) 2. О жизни (англ. It's About Life) | 1. Что я могу сделать? (англ. What can I do?) 2. Спасибо (англ. Thank You) |

| - Антракт 1. Еще жив (англ. Still Alive) | 1. Я знаю (англ. I Know) 2. Хочешь встретиться? (англ. You Want to Meet?) |

| 1. Только человек отказывается быть тем, кто он есть (англ. Man Is The Only Creature That Refuses To Be What He Is) 2. Память (англ. Memory) | 1. Не хочу быть одиноким (англ. Don't Want to be Alone) 2. Кто здесь (англ. Who Else Is There) |

| 1. Живи, как если бы ты завтра умер (англ. Live As If You Were to Die Tomorrow) 2. У нас на глазах (англ. In front of our Eyes) | 1. Это еще не конец (англ. It's Not Over Yet) 2. А как же я? (англ. What About Me?) |

| 1. Теперь я понял (англ. Now That I See It) 2. Вот почему (англ. That's Why) | 1. Как и ожидалось, он одинок (англ. As Expected, He's Lonely) 2. Начало конца (англ. The Beginning and the End) |

| 1. Центральная стадия (англ. Centerstage) 2. Прости (англ. Sorry) | 1. Причина молчания (англ. The Reason Why It Can't Be Spoken) 2. Ответь мне (англ. Answer Me) |

| 1. Тьма души (англ. The Darkness of the Soul) 2. Я буду плакать (англ. I'll Cry) | 1. Человек (англ. One Man) 2. Пожалуйста! (англ. Please!) |

| 1. Слова Мамы (англ. Mama's Words Are) 2. Все на кону (англ. With Everything on the Line) | 1. Это обязательно? (англ. Is It Necessary?) 2. Потому что я не могу так больше жить (англ. Because I Can't Keep Living This Way) |

| 1. Конец (англ. The Endpoint) 2. Если… (англ. If…) | 1. Мама (англ. Mom) 2. Как семья (англ. Like a Family) |

| 1. Хватит (англ. Not Anymore) 2. Я буду сражаться (англ. I Will Still Fight) | 1. В тот раз (англ. And Then, At That Time) 2. Желаемое (англ. What is Wanted) |

| 1. Что делать? (англ. What Should be Done?) 2. Эволюция (англ. Evolution) | 1. Дорога домой (англ. The Road, the Way Home) 2. Живи каждым днем (англ. May You Live Everyday of Your Life) |

| 1. Марионетка (англ. Marionette) 2. Понял? (англ. Understand?) | 1. Его следует уничтожить (англ. It Would Be Best If It Was Destroyed) 2. Я хочу победить (англ. I Want To Win) |

| 1. Мечта (англ. Wish) 2. Мировоззрения (англ. Views of the World) | 1. Мир станет единым (англ. The Planet Will Become One) 2. Надеюсь, у них все в порядке (англ. Hope Everyone's Doing Well) |

## Отзывы
About.com одобрительно отозвались о сюжете и рисовке мангаки, соответствующей атмосфере манги, однако, по их мнению, персонажи стереотипны. Первый том получил оценку семь из десяти.
Mangalife также отметили хорошее сочетание рисунков Адатитоки с сюжетом.
В энциклопедии Manga: The Complete Guide Джейсон Томсон присваивает манге оценку «выше среднего» и называет её «реалистичной» историей о супергероях.